# Erektopus
Erektopus (Erectopus) – dwunożny, mięsożerny dinozaur z grupy allozauroidów (Allosauroidea). Jego nazwa znaczy wyprostowana stopa (łac. erectus = wyprostowany, gr. pous = stopa).
Żył w okresie wczesnej kredy (ok. 112-99 mln lat temu) na terenach współczesnej Francji. Długość ciała ok. 3 m, wysokość ok. 1,3 m. Jego szczątki to zęby (E. superbus) oraz fragment kości szczękowej i kości nóg (E. sauvagei). Oryginalne szczątki zaginęły w czasie drugiej wojny światowej.
Gatunki erektopusa:
- Erectopus sauvagei von Huene, 1932
- Erectopus superbus (Sauvage, 1882) von Huene, 1932 – wcześniej (od 1882) znany jako Megalosaurus superbus